# Koleraepidemin i Jönköping 1834
Koleraepidemin i Jönköping 1834 var en del av den första vågen av koleraepidemier som drabbade Sverige, under det som brukar kallas för den andra kolerapandemin då Västeuropa drabbades av flera kolerautbrott. Jönköping var under vågen 1834 en av de hårdast drabbade städerna i Sverige, och utbrottet i Jönköping har till och med beskrivits som ett av de hårdaste i Europa. Var tredje invånare smittades under epidemin, och var sjätte invånare dog. Totalt smittades 1 352 personer, och 620 eller 688 personer dog, beroende på källa. Som hårdast slog epidemin i slumområdena på Öster och Kålgården, områden med stor fattigdom och svåra sociala problem. Efter epidemin påbörjades ett arbete för att bygga fungerande vattenledningar, då trångboddhet, dålig personlig hygien och dåligt vatten angivits som orsaker till att Jönköping drabbades så hårt.

## Bakgrund och uppkomst
Under 1800-talets första årtionden drabbades många länder i Europa, såsom Ryssland och många västeuropeiska länder, av svåra koleraepidemier. Under tidigt 1830-tal tycktes dock epidemiernas framfart inledningsvis ha begränsats. I länder som Norge och Danmark förklarade man sig kolerafria. I mitten av juni 1834 höll man tacksamhetsgudstjänster i svenska kyrkor, då man ansåg att faran var över och att svenskar skonats. Blott en månad senare inträffade dock det första dödsfallet i Sverige, en timmerman i Göteborg. Inom några dagar hade flera av de han hade varit i kontakt med smittats och avlidit.
Inledningsvis beskrev man sjukdomen som "icke smittsam", men kort därefter konstaterade man att eftersom en koleraliknande sjukdom med dödligt utfall hade brutit ut i Göteborg måste försiktighetsåtgärder vidtas. Då hade dock epidemin redan hunnit börja spridas. Regeringen tog initiativ till koleraböner under söndagsgudstjänsterna, och rådfrågade Sundhetskollegiet om ytterligare åtgärder borde vidtas, utöver karantänsbestämmelserna från 1831. Enligt kollegiet räckte dock dessa förordningar, och man framhöll vikten av en god kost samt ”lugn sinnesstämning, ordentlighet och måttfullhet i lefnadssätt.”

## Spridning i Jönköping

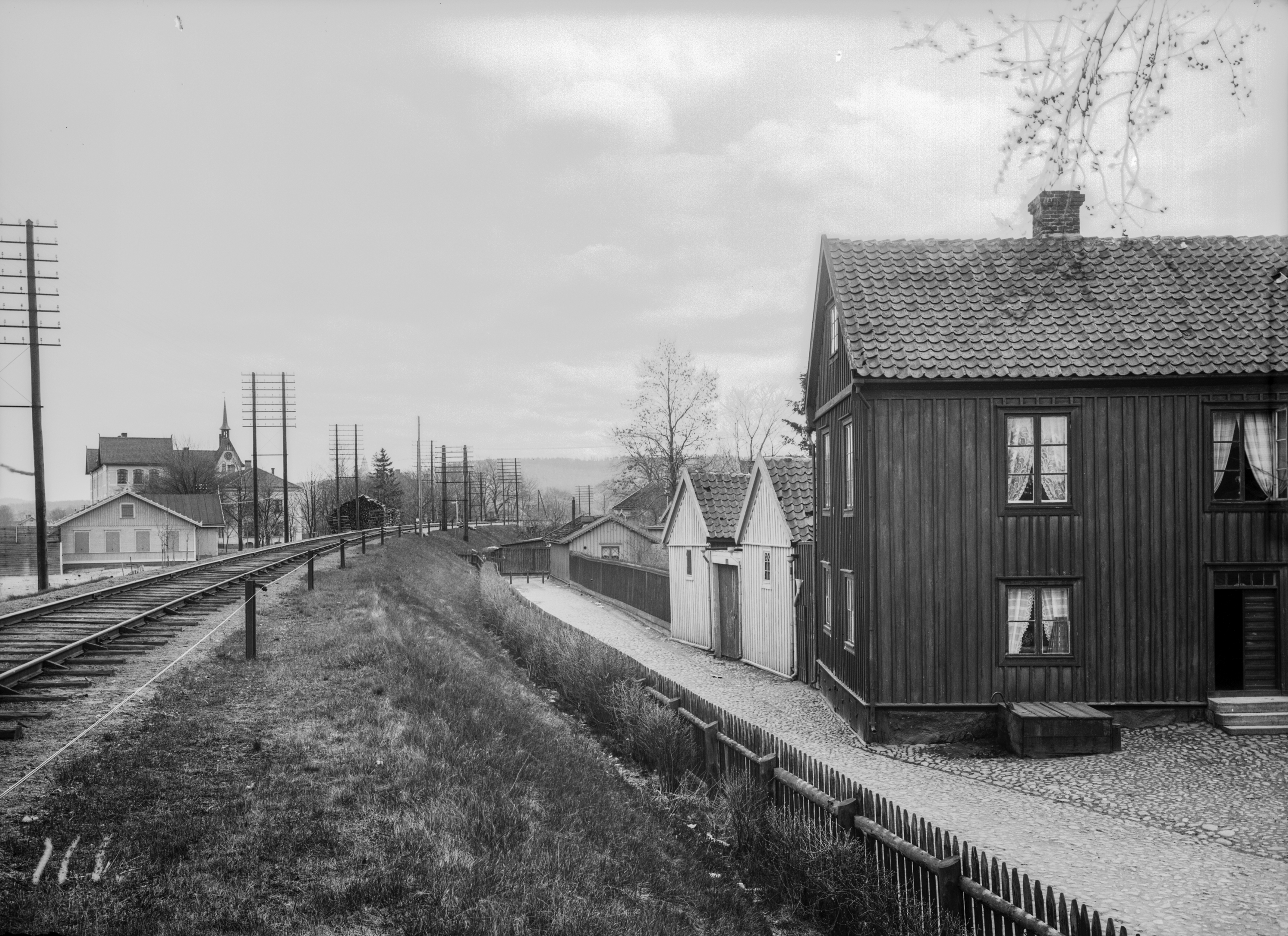
Korsningen mellan stigen som var föregångare till Norra Strandgatan och Båtmansbacken i Jönköping. Områdena kring Båtmansbacken på Öster var de som drabbades hårdast av epidemin.

Sjukdomen spreds från Göteborg, i synnerhet via vattenvägar, såsom Göta kanal som hade invigts 1832. Smittan spreds dock även landsvägen, och Jönköping blev särskilt hårt drabbat. En förklaring som angavs i den samtida pressen till att Jönköping drabbades hårt var ”sedefördärvet, atmosfärens mättnad med främmande ämnen och spänningsförhållandet mellan solen och jorden”. En annan angiven bakgrund till att epidemin spreds tidigt och kraftigt i Jönköping var en teatergrupp från Kungliga teatern i Stockholm. Gruppen skulle först spela i Göteborg, men fortsatte till Jönköping via Borås, när man hörde att koleraepidemin hade brutit ut i Göteborg. När teatergruppen ankom till Jönköping den 4 augusti 1834, hade skådespelaren Anders Collberg insjuknat i kolera, med diagnosen fastställd av regementsläkaren Carl Nordstedt. Collberg dog kort därefter, och det första dödsfallet i staden registrerades den 8 augusti 1834. Rykten har gjort gällande att flera kvinnor, när Collberg låg på lit de parade, ska ha klippt lockar från hans hår, vilket bidrog till att sprida epidemin i staden. Det tycks vara fastställt att en man som var i Collbergs närhet bidrog till kraftig samhällsspridning. Mannen var bosatt i stadsdelen Båtmansbacken i Jönköping, och han överförde smittan till minst 12 grannar i stadsdelen.
Collberg bidrog till en kraftig smittspridning i Jönköping. Sommaren var samtidigt varm, vilket medförde att smittan spreds snabbt. Göteborgshistorikern C.R.A. Fredberg har också konstaterat att sumpigheten i Jönköping och Göteborg bidrog till smittspridning i de två städerna. Jönköping omges av sjöar: i norr Vättern och i söder (Munksjön och Rocksjön), och under de tre åren som föregick epidemiutbrottet hade dessa sjöar översvämmats. Epidemin slog särskilt hårt mot slumområdena på Öster och Kålgården, områden med höga nivåer av fattigdom och sociala problem. En ytterligare anledning till kraftig smittspridning i Jönköping var att staden, i likhet med exempelvis Stockholm, var trångbodd, vilket sannolikt gynnade smittspridningen. Medicinhistorikern Sven-Ove Arvidsson menade i en studie från 1972 att den personliga hygienen spelade en viktig roll för smittspridningen, och att trångboddheten i Jönköping var så pass hög att det var svårt att upprätthålla en god personlig hygien. Eftersom trångboddheten var som störst i fattiga områden, som Öster, Kålgården och i synnerhet Båtsmansbacken (beläget på Öster, i närheten av Kristine kyrka, Jönköping), drabbades också fattiga i Jönköping hårdast av epidemin. Amalia Eriksson, som senare skapade polkagrisen, var tio år vid utbrottet och förlorade stora delar av sin familj i epidemin. Efter att Viktor Rydberg förlorat sin moder i epidemin, togs han om hand av fattigvården och utackorderades som fosterbarn.
Smittspridningen var som kraftigast mellan den 8 augusti och 29 september. Enligt officiella uppgifter insjuknade 1 352 personer, och 620 eller 668 personer dog av sjukdomen, av en befolkning på mellan 4 000 och 4 500. Som mest dog mellan 50 och 60 personer om dagen, och den totala dödssiffran motsvarade 16% av stadens totala befolkning. Det är dubbelt så mycket som under koleraepidemin i Göteborg 1834 (8 %), och mer än tre gånger så många döda som under epidemin i Stockholm (4,5 %). I hela landet dog 0,4 % av befolkningen. Historikern Helene Castenbrandt anger i sin avhandling Rödsot i Sverige 1750–1900 från 2012 att ungefär 13 000 personer dog sammantaget i Sverige. Lars Lundström konstaterar att dödligheten historiskt nådde sin kulmen i Jönköping i samband med epidemin 1834. I Jönköpings Tidning beskrivs 6 september 1834 ha varit av en storlek som "oss veterligt inte inträffat på något enda ställe i Europa". Biskop Esaias Tegnér skrev i ett brev till Sveriges kung att "härigenom ha en mängd barn helst inom de lägre klasserna förlorat sina föräldrar och med det samma hoppet om enskild vård och uppfostran."
Den mer välmående delen av befolkningen flydde från staden för att undkomma utbrottet. Elementarläroverket i Jönköping hölls stängt fram till och med 15 oktober, för att undvika smittspridning, även om rektor C E Eneroth var angelägen om att öppna skolan igen så snart som möjligt. Det finns inga uppgifter om hur många av eleverna som dog; alla lärare ska ha överlevt epidemin.
Stadens myndigheter upprättade provisoriska sjukstugor vid Liljeholmen, Tolarp ovanför Bymarken och i områdena där Sofiakyrkan idag står. En kolerakyrkogård uppfördes i Järstorp, trots protester från byns invånare. Myndigheterna ville att kyrkogården skulle ligga i direkt anslutning till staden, så att avlidna skulle kunna begravas samma dag som de dog.

## Konsekvenser

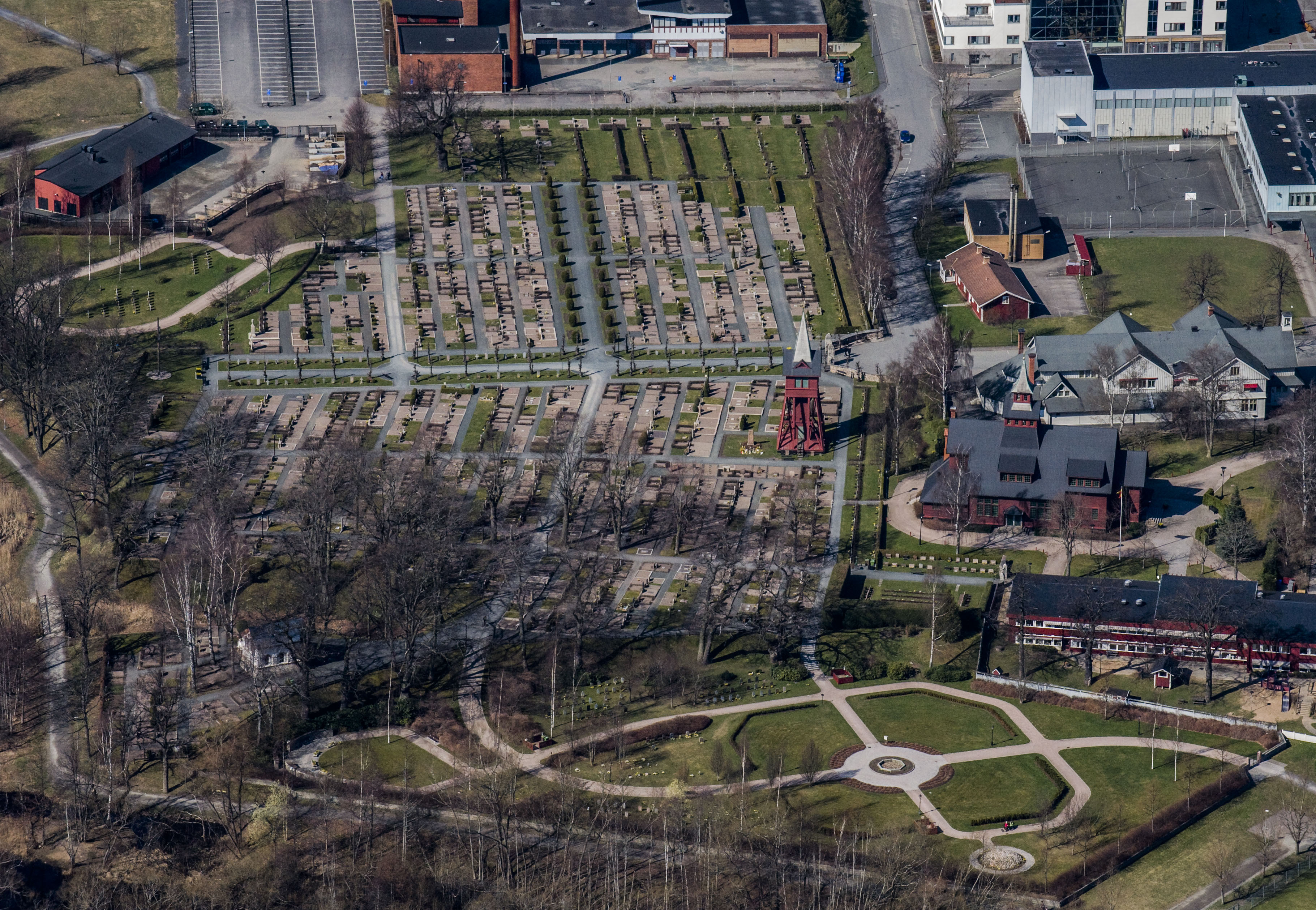
Huskvarna kyrkogård uppfördes eftersom epidemin gjorde att kyrkogården vid Hakarps kyrka inte räckte till.

Efter epidemin omorganiserades Jönköpings stads fattigvårdsväsen. Man införde vad man kallade för en "fruntimmersdirektion", en styrelse för att motarbeta fattigdom hos kvinnor. Ulla Stenberg var en ledamot av styrelsen, och styrelsen upprättade en arbetsskola för unga kvinnor, där man bland annat förmodligen undervisade i textil. Innan epidemin hade man i Huskvarna utnyttjat Hakarps kyrkas kyrkogård för att begrava döda; antalet döda gjorde dock att man efter epidemin tvingades uppföra en kyrkogård även vid Huskvarna kyrka, Huskvarna kyrkogård.
Koleraepidemin i Jönköping aktualiserade behovet av fungerande vattenledningar. Under 1850-talets början inleddes en projektering om utbyggnad av vattenledningar, men på grund av för höga kostnader förverkligades inte detta förrän 1860-talet. Ett vattenverk byggdes sydväst om staden 1864, på gården Åsens marker. Vattenverket bestod av damm, bassänger och filterverk. Vattnet i vattenverket hämtades från Junebäcken, och renades. Därefter leddes det med hjälp av rörledningar till hushåll och industrier i staden. Eftersom man därigenom kunde upprätta både brand- och vattenposter kunde såväl renhållningen som säkerheten höjas i staden. Vattenverket blev en del av Vattenledningsparken, som i sin tur har blivit ett vanligt besöksmål.